# Слово Народа (газета)
«Слово Народа» — народно-освітній двотижневик, виходив у Пряшеві 1931—32; редактор І. Невицька. Перше періодичне видання українською літературною мовою на Пряшівщині.